# NGC 2341
NGC 2341 (również PGC 20259 lub UGC 3708) – galaktyka spiralna (Sc/P), znajdująca się w gwiazdozbiorze Bliźniąt. Odkrył ją Albert Marth 10 listopada 1864 roku. Prawdopodobnie tworzy fizyczną parę z NGC 2342.
W galaktyce tej zaobserwowano do tej pory jedną supernową – SN 2004gd.